# Maurice Arthur Ponsonby Wood
Maurice Arthur Ponsonby Wood (* 26. August 1916; † 24. Juni 2007 in Wroxham, Norfolk, England) war ein britischer Geistlicher, von 1971 bis 1985 anglikanischer Bischof von Norwich und über dreißig Jahre lang einer der führenden Evangelikalen in England.

## Leben und Wirken
Wood wuchs in einer Familie der anglikanischen evangelikalen Tradition auf. Seine Großeltern, die starken Einfluss auf ihn hatten, reisten im Dienst der Abstinenzbewegung durch Irland. Er besuchte die Monkton Combe School, eine unabhängige christliche Schule in der Nähe von Bath, studierte am Queens’ College der Universität Cambridge Geschichte, wobei er auch als guter Hockey-Spieler auffiel, und anschließend Theologie in Ridley Hall, einem traditionell evangelikalen theologischen Seminar der Kirche von England in Cambridge.
Von 1940 bis 1943 amtierte er als Kurat in London. 1943 meldete er sich zur Royal Navy, nahm als Hauptmann am D-Day und mit einem  Kommandobataillon der Royal Marines an der Landung in Walcheren teil, und ging als Feldgeistlicher in den Fernen Osten. Für seine Tapferkeit erhielt er das Distinguished Service Cross.
1947 übernahm er die Gemeindeleitung von St. Ebbe in Oxford, wo er großen Einfluss auf die erste Generation der Nachkriegsstudenten hatte, von denen die meisten, wie er selbst, ehemalige Soldaten waren. Nach fünf Jahren übernahm er die Pfarre in Islington im Norden Londons, eine Bastion der Evangelikalen. Einer seiner Hilfsgeistlichen dort war David Sheppard, der spätere Bischof von Liverpool.
1961 wurde er Rektor des Oak Hill Theological College in London. Zwar konnte das Seminar unter seiner Leitung seinen akademischen Ruf nicht unbedingt verbessern; doch war es ihm ein besonderes Anliegen, die Studenten als einfühlsame Seelsorger und Evangelisten auszubilden. Ohne selbst akademischer Theologe zu sein, trug er zum späteren guten Ruf des College bei, indem er Leute wie George Leonard Carey, den späteren Erzbischof von Canterbury dorthin berief. Die Theologie der 1960er bereitete ihm Mühe, er hatte keine Sympathie für die von Arthur Michael Ramsey, dem damaligen Erzbischof von Canterbury, geförderte ökumenische Bewegung und sprach sich sehr deutlich gegen John A. T. Robinsons Gott ist anders aus.
Er spielte eine wesentliche Rolle bei den Crusades von Billy Graham in England, und ein großer Teil seiner Studenten waren durch Graham bekehrt worden. Auch später arbeitete er eng mit Billy Graham zusammen.
Bei seiner Ernennung zum Bischof von Norwich 1971 galt er als der einzig sichtbare Evangelikale unter den Bischöfen der Kirche von England. Er hielt jedoch auch gute Verbindungen zu dem anglokatholischen Flügel in seinem Bistum, mit dem er in der Ablehnung der Frauenordination einig war, und er erregte Aufsehen und Kritik in evangelikalen Kreisen durch seine Teilnahme an der Wallfahrt zum Marienheiligtum in Walsingham, das in seinem Bistum liegt.
Von 1975 bis 1985 war er als Lord Spiritual Mitglied des Oberhauses, wo er oft und gern Stellung bezog, oftmals konservativer als die anderen Bischöfe.